# Absolute World

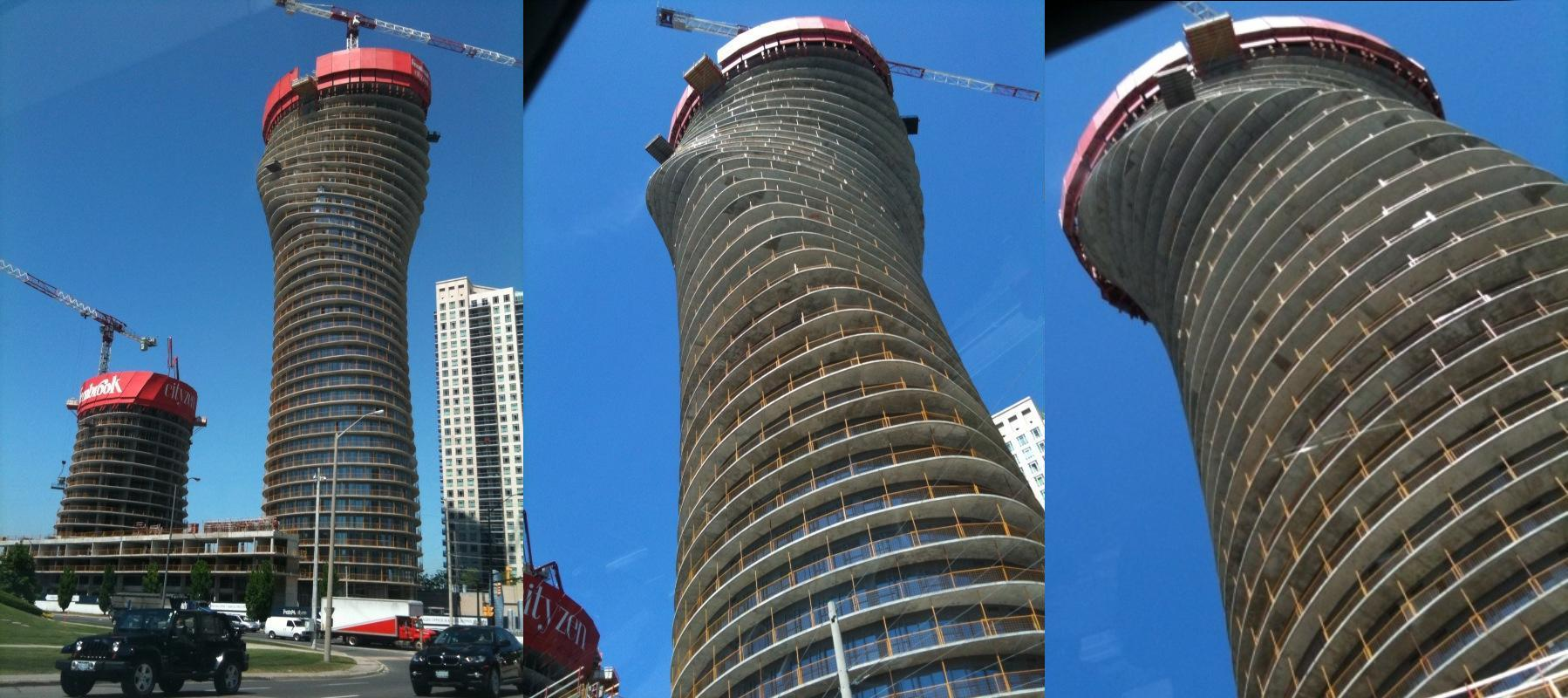
Absolut World

Absolute World là một tổ hợp tháp đôi chung cư lưu trú trong năm tháp thuộc dự án Absolute World Trung tâm thành phố Mississauga, Ontario, Canada. Dự án đang được xây dựng bởi Fernbrook Homes and Cityzen Development Group. Với ba tòa tháp đầu tiên hoàn thành (Absolute City Centre 1 & 2 và Absolute Vision), hai tòa tháp cuối cùng (Absolute World 1 & 2) là hiện nay được xây dựng. Với độ cao 50 và 56 tầng, hai tòa nhà chọc trời sẽ là cao nhất của bất kỳ xây dựng ở ngoại ô thành phố của Canada, và xác định lại tầm cao của thành phố Mississauga.
Toà nhà này có kiến trúc hình xoắn độc đáo.